# Fanny Stollár
Fanny Stollár (nació el 12 de noviembre de 1998) es una jugadora de tenis húngara.
Stollár ha ganado un título individual y cuatro títulos de dobles en el ITF. En noviembre de 2018, alcanzó su mejor ranking individual el cual fue la número 120. En septiembre de 2018, alcanzó el puesto número 67 del mundo en el ranking de dobles.
Jugando por Hungría en la Fed Cup, Stollár tiene un registro de ganados y perdidos de 1-1.
Stollár ganó el título de Wimbledon dobles junior de 2015 junto a Dalma Gálfi.
Hasta la fecha, Fanny ha ganado 5 título de dobles en la WTA.

## Títulos WTA (4; 0+4)

### Dobles (4)
| Leyenda                                |
| Grand Slam (0)                         |
| Juegos Olímpicos (0)                   |
| WTA Finals (0)                         |
| P. Mandatory & Premier 5, WTA 1000 (0) |
| Premier, WTA 500 (0)                   |
| International, WTA 250 (5)             |

| N.º | Fecha                 | Torneo           | Superficie    | Pareja                | Oponentes en la final              | Resultado        |
| --- | --------------------- | ---------------- | ------------- | --------------------- | ---------------------------------- | ---------------- |
| 1.  | 25 de febrero de 2018 | Budapest         | Dura (i)      | Georgina García Pérez | Kirsten Flipkens Johanna Larsson   | 4-6, 6-4, [10-3] |
| 2.  | 17 de julio de 2021   | Budapest         | Tierra batida | Mihaela Buzărnescu    | Aliona Bolsova Tamara Korpatsch    | 6-4, 6-4         |
| 3.  | 23 de julio de 2023   | Budapest         | Tierra batida | Katarzyna Piter       | Jessie Aney Anna Sisková           | 6-2, 4-6, [10-4] |
| 4.  | 20 de julio de 2024   | Budapest         | Tierra batida | Katarzyna Piter       | Anna Danilina Irina Khromacheva    | 6-3, 3-6, [10-3] |
| 5.  | 14 de junio de 2025   | 's-Hertogenbosch | Césped        | Irina Khromacheva     | Nicole Melichar Liudmila Samsonova | 7-5, 6-3         |

#### Finalista (6)
| N.º | Fecha                  | Torneo     | Superficie    | Pareja                | Oponentes en la final                | Resultado        |
| --- | ---------------------- | ---------- | ------------- | --------------------- | ------------------------------------ | ---------------- |
| 1.  | 4 de mayo de 2018      | Rabat      | Tierra batida | Georgina García Pérez | Anna Blinkova Ioana Raluca Olaru     | 4-6, 4-6         |
| 2.  | 24 de febrero de 2019  | Budapest   | Dura (i)      | Heather Watson        | Ekaterina Alexandrova Vera Zvonareva | 4-6, 6-4, [7-10] |
| 3.  | 3 de agosto de 2019    | Washington | Dura          | María Sánchez         | Cori Gauff Caty McNally              | 2-6, 2-6         |
| 4.  | 27 de octubre de 2024  | Guangzhou  | Dura          | Katarzyna Piter       | Kateřina Siniaková Zhang Shuai       | 4-6, 1-6         |
| 5.  | 3 de noviembre de 2024 | Jiangxi    | Dura          | Katarzyna Piter       | Guo Hanyu Moyuka Uchijima            | 6-7(5), 5-7      |
| 6.  | 11 de enero de 2025    | Hobart     | Dura          | Monica Niculescu      | Xinyu Jiang Fang-Hsien Wu            | 1-6, 6-7(6)      |